# Sư đoàn Không vận 101
Sư đoàn Không vận 101 (Trực thăng vận) (biệt danh: "Screaming Eagles") là một sư đoàn bộ binh nhẹ của Lục quân Hoa Kỳ chuyên thực hiện các chiến dịch trực thăng vận. Đơn vị này có khả năng tấn công phối hợp, tiến hành các chiến dịch trực thăng vận cấp tiểu đoàn để chiếm giữ các mục tiêu mặt đất. Sư đoàn 101 có khả năng điều động các đơn vị quy mô nhỏ cơ động đồng thời trên một mặt trận rộng lớn, có thể chiến đấu dài ngày sau phòng tuyến kẻ thù, trong điều kiện khắc nghiệp và giới hạn. Khả năng cơ động trên chiến trường và mức độ huấn luyện cao đã giúp sư đoàn trở thành đơn vị tiên phong của các lực lượng tác chiến trên bộ của Hoa Kỳ trong các cuộc xung đột gần đây như các chiến dịch phòng vệ và chống khủng bố ở Iraq, Afghanistan và Syria.
Sư đoàn 101 được thành lập vào năm 1918 và sau được tổ chức lại thành một đơn vị không vận/nhảy dù vào năm 1942. Trong Chiến tranh Thế giới thứ hai, đơn vị này đã tham gia vào nhiều chiến dịch lớn như Chiến dịch Overlord (bao gồm Chiến dịch Neptune và cuộc đổ bộ rạng sáng ngày 6 tháng 6), Chiến dịch Market Garden, giải phóng Hà Lan, và các chuỗi trận đánh ở xung quanh khu vực Bastogne, Bỉ. Trong Chiến tranh Việt Nam, Sư đoàn Không vận 101 đã có mặt tại nhiều mặt trận và các trận đánh như Trận Đồi Hamburger vào tháng 5 năm 1969. Đến năm 1974, đơn vị được tổ chức lại thành một đơn vị chuyên về trực thăng vận. Từ đó, sư đoàn chuyển hẳn sang phương thức sử dụng trực thăng để đưa quân vào chiến trường, không còn nhảy dù khỏi máy bay như trước.